# Quentin Serron
Quentin Serron est un joueur professionnel international belge de basket-ball, né le 25 février 1990 à Etterbeek en Belgique. Il évolue au poste de meneur.

## Biographie
Quentin Serron commence sa carrière professionnelle en 2010-2011 avec le BC Telenet Ostende. A la fin de sa 1ère saison, il est nommé Meilleur jeune du championnat. 
Multiple vainqueur du championnat et de la coupe de Belgique, il termine sa dernière saison au BC Telenet Ostende avec le titre de Meilleur joueur belge du championnat 2015-2016 . 
En juin 2016, il rejoint la France et signe au BCM Gravelines.
Après deux saisons au BCM Gravelines, il signe, en juillet 2018, un contrat de 2 ans avec la SIG Strasbourg.

## Palmarès
BC Ostende (7)
- Élu espoir belge de l'année en 2011.
- Élu joueur belge de l'année en 2016.
- Champion de Belgique en 2012, 2013, 2014, 2015 et 2016.
- Vainqueur de la Coupe de Belgique en 2010, 2013, 2014, 2015 et 2016.
  - Finaliste de la Coupe de Belgique en 2011.
- Vainqueur de la Supercoupe de Belgique en 2014 et 2015.
  - Finaliste de la Supercoupe de Belgique en 2010, 2012, 2013 et 2016.

 SIG Strasbourg (1)
- Vainqueur de la Leaders Cup en 2019.

 Limbourg United (1)
- Vainqueur de la Coupe de Belgique en 2024.